# Bourbourg

Bourbourg este o comună în departamentul Nord, Franța. În 1 ianuarie 2022 avea o populație de 6.958 de locuitori.